# Lagoa do Curral (Pé de Serra)
Lagoa do Curral é um povoado (bairro) situado no município de Pé de Serra, no interior da Bahia, sua população estimada é de 316 habitantes. O termo povoado é designado para pequenas áreas urbanas afastadas da sede do município, podendo ser considerado como bairro.
Destaca-se na localidade a Igreja Matriz Nossa Senhora Auxiliadora e suas festas, principalmente a festa de vaqueiros. Sua economia baseia-se na agropecuária e no comércio local. O perímetro urbano dispõe de alguns estabelecimentos comerciais que atendem os moradores do povoado e região.

## Educação
Dentro do perímetro urbano do povoado existe 01 escola municipal para ensinos fundamental, a Escola Municipal Santa Rosa de Lima.